# Steinfeld (Bismark)
Steinfeld è un quartiere della città tedesca di Bismark (Altmark), nella Sassonia-Anhalt.

## Storia
Gorgast fu nominata per la prima volta nel 1209.

Costituì un comune autonomo fino al 1º gennaio 2010.